# Oedistoma pygmaeum
Bicudo-pigmeu ou pica-bagas-pigmeu (Oedistoma pygmaeum) é uma espécie de ave da família Melanocharitidae. É a única espécie do género Oedistoma.
Pode ser encontrada nos seguintes países: Indonésia e Papua-Nova Guiné.
Os seus habitats naturais são: florestas secas tropicais ou subtropicais e florestas subtropicais ou tropicais húmidas de baixa altitude.